# Potimirim potimirim
Potimirim potimirim är en kräftdjursart som först beskrevs av F. Mueller 1881.  Potimirim potimirim ingår i släktet Potimirim och familjen Atyidae. Inga underarter finns listade i Catalogue of Life.